# Jack Goodhue

a Compétitions nationales et continentales officielles uniquement.

b Matchs officiels uniquement.
Dernière mise à jour le 22 novembre 2024.
Jack Goodhue, né le 13 juin 1995 à Whangarei (Nouvelle-Zélande), est un joueur international néo-zélandais de rugby à XV évoluant au poste de centre au Castres olympique en Top 14.
Il est le frère jumeau du deuxième ligne Josh Goodhue, qui évolue avec les Blues.

## Carrière

### En club
Jack Goodhue commence à jouer au rugby au côté de son frère avec le Kawakawa RFC, dans le championnat amateur de la province de Northland.
En 2014, il part dans la région de Canterbury pour suivre des études d'agriculture avec la Lincoln University. Il est ensuite retenu avec la province de Canterbury pour disputer le NPC. En raison de sa jeunesse, il joue que peu lors de sa première saison (5 matchs, 2 essais), tandis que sa deuxième saison est écourtée (2 matchs) à cause d'une grave blessure au genou,,.
En 2016, il est retenu dans le groupe élargi la franchise des Crusaders en Super Rugby, malgré sa blessure l'empêchant de jouer pendant l'intégralité de la saison. Il s'engage ensuite avec la franchise de Christchurch jusqu'en 2019.
Après une année sans jouer, il revient disputer la saison 2016 de NPC avec Canterbury, où il s'impose vraiment (9 matchs, 3 essais), et participe activement au triomphe final de son équipe,.
En 2017, il fait ses débuts en Super Rugby, lors du match d'ouverture le 25 février 2017 contre les Brumbies. Il s'impose rapidement au centre aux côtés de l'expérimenté All Black Ryan Crotty, et se fait remarquer par son jeu complet et sa justesse technique,. Il remporte également le championnat à l'issue de cette première saison. Au cours de cette première saison, il a également joué un match contre les Lions britanniques au cours de leur tournée en Nouvelle-Zélande.
La même année, il décide changer de province de NPC, et retourne jouer dans sa région d'origine avec Northland.
Avec les Crusaders, il remporte un titre par saison jusqu'à son départ en 2023. D'abord fixé au poste de second centre, il est ensuite replacé en 12 après le départ de Crotty au Japon,. Sa carrière est toutefois ralentie par les très nombreuses blessures qui émaillent son passage avec la franchise basée à Christchurch,.
En juin 2023, il est annoncé qu'il quitte la Nouvelle-Zélande pour rejoindre le Castres olympique en Top 14, pour un contrat de deux saisons, plus une troisième en option,. Il fait son arrivée au club castrais à la mi-novembre suivante après la saison 2023 de NPC. Sa première saison avec le CO est en demi teinte, en raison d'une blessure à la cheville et à l'adaptation au championnat français. La saison suivante, après un bon début de championnat, il voit son contrat prolongé jusqu'en 2027.

### En équipe nationale
Jack Goodhue a joué avec l'équipe de Nouvelle-Zélande de rugby à sept en février 2015, à l'occasion de deux étapes des World Series (Wellington et Las Vegas).
En 2015 toujours, il est sélectionné avec son frère Josh pour évoluer avec l'équipe de Nouvelle-Zélande des moins de 20 ans et participer au championnat du monde junior, qu'il remporte,.
En juin 2017, il est appelé pour le camp d'entrainement des All Blacks par Steve Hansen en vue de la tournée de la tournée des Lions. Il ne sera cependant pas utilisé. Il est rappelé quelques mois plus tard en vue de la tournée en Europe,. Au cours de cette tournée, il dispute uniquement le match non-officiel de milieu de semaine contre France XV à Lyon, le 14 novembre 2017,.
En juin 2018, il rappelé en sélection pour la réception de trois test-match contre l'équipe de France. Il connait sa première cape internationale lors du troisième match, le 23 juin 2018 à Dunedin,.
En août 2019, il est retenu dans le groupe de 31 joueurs sélectionné pour disputer la Coupe du monde au Japon. Il dispute quatre matchs lors de la compétition.
Après 2020, les nombreuses blessures qu'il subit l'empêche d'être sélectionné, et font qu'il n'est pas considéré pour le Mondial 2023 en France.

## Palmarès

### En club et province
- Vainqueur du NPC en 2015 et 2016 avec Canterbury.
- Vainqueur du Super Rugby en 2017, 2018, 2019, 2022 et 2023 avec les Crusaders.
- Vainqueur du Super Rugby Aotearoa en 2020 et 2021 avec les Crusaders.

### En équipe nationale
- Vainqueur du Championnat du monde junior en 2015 avec l'équipe de Nouvelle-Zélande des moins de 20 ans.
- Vainqueur du Rugby Championship/Tri-nations en 2018 et 2020 avec l'équipe de Nouvelle-Zélande.
- Troisième de la Coupe du monde en 2019 avec l'équipe de Nouvelle-Zélande.

## Statistiques
Au 23 septembre 2024, Jack Goodhue compte 18 capes en équipe de Nouvelle-Zélande, dont dix-sept en tant que titulaire, depuis le 23 juin 2018 contre l'équipe de France à Dunedin. Avec les Kiwis, il dispute une Coupe du monde en 2019. Il participe à trois éditions du Rugby Championship, en 2018, 2019 et 2020. Il dispute neuf rencontres dans cette compétition.